# Monòcit

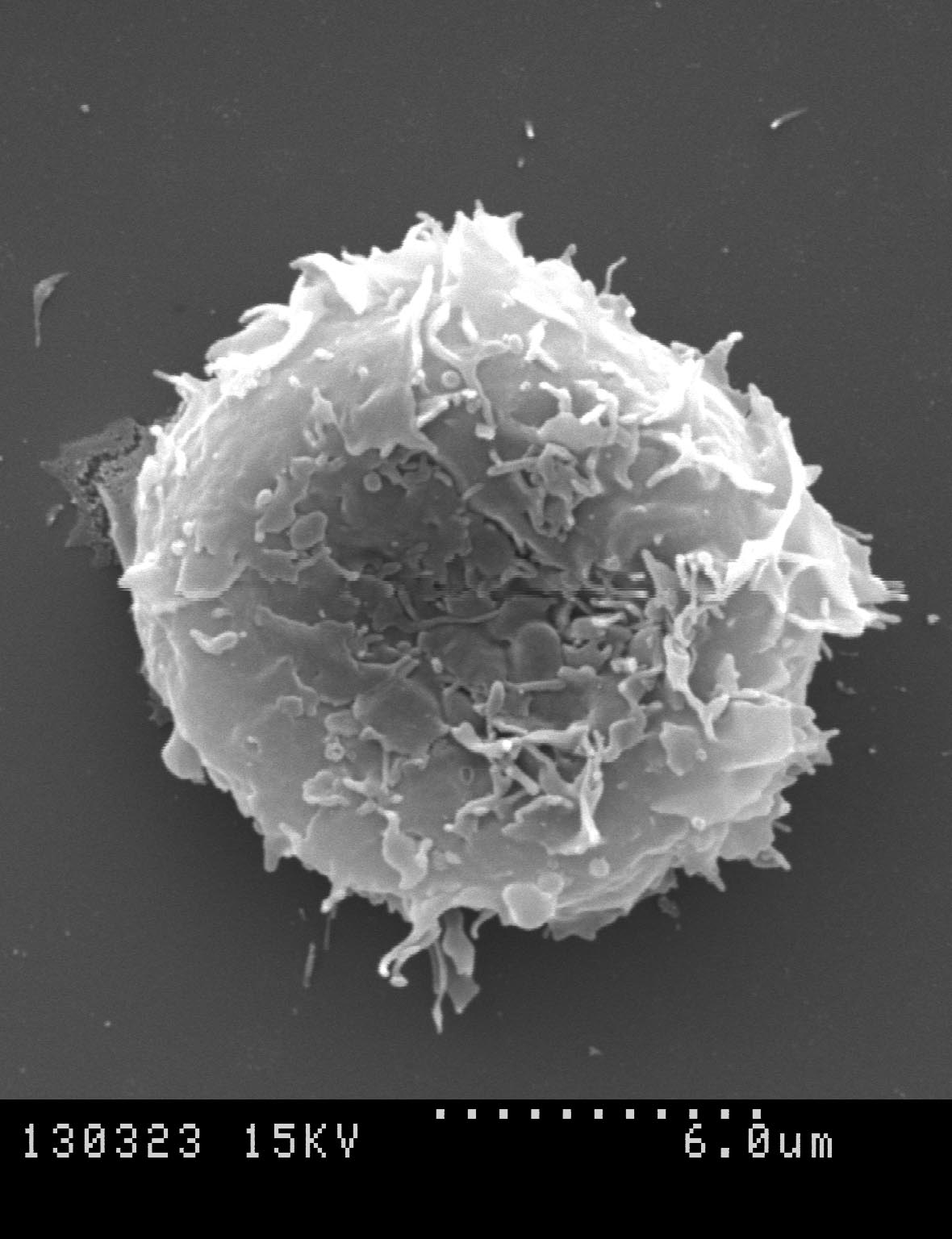
Imatge d'un monòcit feta amb un microscopi electrònic de rastreig.

Un monòcit és una varietat de leucòcit agranular de 14 a 20 μm de vida molt curta en el torrent sanguini (8 hores) i moderadament llarga en els teixits (de mesos a 2 anys), té un nucli amb una cromatina lleugerament condensada, sense nuclèols i amb forma de ronyó, pel que fa al citoplasma és abundant, molt irregular amb petites i molt fines granulacions[I]. També contenen certa maquinària enzimàtica, com ara hidrolases àcides.
Els monòcits es generen en la medul·la òssia i després viatgen per la sang, per després emigrar a diferents teixits com: el fetge, la melsa, els pulmons, els ganglis limfàtics, els ossos, les cavitats seroses, etc. Després de 8 hores d'estar en el torrent sanguini, els monòcits l'abandonen i a travessen l'endoteli dels capil·lars o les vènules poscapulars cap als teixits, on adopten les formes d'histiòcits amb activitat macrofàgica. Es troben amb una concentració de 3,5 més abundant en els teixits que en el torrent sanguini i formen entre un 3 i un 9% dels leucòcits de la sang donen una concentració de 160-1000 monòcits per mm³.

## Característiques

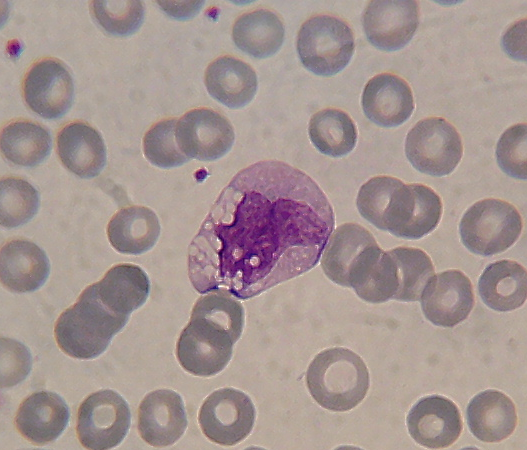
Imatge presa amb un microscopi òptic on s'observa un monòcit típic, el seu nucli irregular i lobulat, amb cromatina reticulada i citoplasma vacuolat. Tinció de May Grünwald-Giemsa.

Els monòcits tenen una esperança de vida d'un a tres dies en el torrent sanguini abans no migrin als teixits. Constitueixen d'entre un 3 a un 7% dels leucòcits totals en sang. La meitat d'ells es troben a la melsa, dins les cordes de Billroth de la polpa vermella. En els teixits, els monòcits maduren fins a esdevenir diferents tipus de macròfags segona la localització anatòmica on es trobin. Són els corpuscles més grans de la sang.
Els monòcits migren des del torrent sanguini als teixits on es diferencien a macròfags o cèl·lules dendrítiques. Són els responsables de protegir els teixits de les substàncies estranyes i es creu que també és responsable en la formació d'òrgans importants com el cor i el cervell. Són cèl·lules que posseeixen un nucli gran, així com un gran citoplasma, i amb moltes vesícules internes per al processament de material estrany.
Els monòcits, els macròfags i les cèl·lules dendrítiques serveixen principalment per tres funcions en el sistema immunitari, les quals són: la fagocitosi, la presentació d'antigens i la producció de citocines. La fagocitosi és el procés d'absorció dels patògens i la seva posterior digestió. Els monòcits poden realitzar la fagocitosi a través de proteïnes intermediàries (opsonització) com ara anticossos o complements que recobreixen el patogen, així com mitjançant la unió a la microbi directament a través de receptors de reconeixement de patrons que reconeixen patògens. Els monòcits també són capaços de matar cèl·lules hoste infectades a través de la citotoxicitat mitjançada per cèl·lules depenent d'anticossos. La vacuolització pot estar present en una cèl·lula que acaba de fagocitar matèria estranya.
Els fragments microbians que romanen després de la digestió poden servir com a antígens. Els fragments es poden incorporar a les molècules del complex d'histocompatibilitat principal i després ja poden tracta amb la superfície cel·lular dels monòcits (inclosos també els macròfags i les cèl·lules dendrítiques). Aquest procés s'anomena presentació antigènica i condueix a l'activació dels limfòcits T, que després realitzen una resposta immune específica contra l'antigen.
Altres productes microbians poden activar directament els monòcits i, per tant, conduir a la producció de la proinflamació i, amb cert retard, a les citocines antiinflamatòries. Les citocines típiques són produïdes pels monòcits són els TNF, els IL-1 i els IL-12.
Segons el lloc es queda el monòcit rep un nom diferent:
- Sistema nerviós: cèl·lules de la micròglia.
- Ganglis limfàtics: cèl·lules sinusoidals.
- Fetge: cèl·lules de Küpffer.
- Melsa: macròfags dels cordons i sens esplènics.
- Medul·la òssia: macròfags medul·lars.
- Ossos: osteoclasts.
- Pulmó: macròfags alveolars.
- Pleura i peritoneu: macròfags alveolars.
- Teixit conjuntiu: histiòcits.

## Formació
D'igual forma que la resta de glòbuls blancs, els monòcits comencen el seu procés de formació a la medul·la espinal i s'originen a partir de les cèl·lules mares mieloides. Segon el grau de desenvolupament la cèl·lula rep un nom o altre:
- Monoblast: és la primera cèl·lula de l'estirp del monòcit però és físicament irreconeixible, exceptuant alguns casos on es presenten esquerdes nuclears.[3]
- Promonòcit: és la primera cèl·lula reconeixible del monòcit. El seu diàmetre està comprés entre 15 i 20µm. El seu nucli sol presentar una esquerda i a vegades és irregular. La cromatina és laxa, en formació grumosa i amb de 2 a 5 nuclèols visibles. El citoplasma és abundant i basòfil. A més a més pot tenir fines granulacions azuròfiques que corresponen a lisosomes primeres.[3]

## Tipus
Existeixen tres tipus de monòcits en els éssers humans depenent del grau de maduresa:
- El monòcit clàssic caracteritzat per tenir una alta expressivitat del receptor de membrana CD14 (monòcit CD14++ CD16-).
- El monòcit intermedi caracteritzat per tenir una alta expressivitat del receptor de membrana CD14 i una baixa coexpressió del receptor CD16 (monòcit CD14++ CD16+).
- El monòcit no clàssic caracteritzat per tenir una baixa expressivitat del receptor de membrana CD14 i una coexpressió amb el receptor CD16 (monòcit CD14+ CD16++).[5]

No sembla haver-hi una relació en el desenvolupament dels monòcits clàssics quan es converteixen a monòcits intermedis que a continuació es converteixen en monòcits no clàssics. Després de l'estimulació amb productes microbians els monòcits CD14+ i CD16++ produeixen grans quantitats de citocines proinflamatòries com ara el factor de necrosi tumoral i la interleucina-12. Un estudi va demostrar que els monòcits activats expressen alts nivells de PD-1 que pot explicar la major expressió de PD-1 dels monòcits CD14+CD16++ en comparació dels monòcits CD14++CD16-.

## Funcions
La funció principal dels monòcits és la fagocitosi:
- Responen a factors quimiotàctics.
- Actuen contra microorganismes que viuen dins de les cèl·lules.
- Augmenten la resposta inflamatòria.
- Manipulen i presenten els antigens als limfòcits i se'ls coneix com a cèl·lules presentadores d'antígens (APC).
- Sintetitzen substàncies immunitàries.

Els monòcits poden ser usats per generar cèl·lules dendrítiques in vitro mitjançant l'edició de les citocines estimulants de colònies de granulòcits i macròfags i IL-4.